# Спасо-Преображенский собор (Тольятти)
Спасо-Преображенский собор — православный храм в городе Тольятти Самарской области, кафедральный собор Тольяттинской епархии Русской православной церкви.

## История
В дни августовского путча 1991 года в Тольятти на градостроительном совете было принято решение о строительстве храмового комплекса, состоящего из крестильного храма, дома причта, колокольни и Преображенского собора. Первоначально предполагалось расположить Спасо-Преображенский собор на берегу Волги, но из-за большого расстояния до жителей города было решено поставить собор ближе к жилым домам.
Ранее службы проходили в обычной квартире 16-этажного дома на улице Юбилейной. Уже тогда у входа была вывеска — «Преображенский собор». Но на богослужения со всего Автозаводского района могло прийти не более двух десятков человек.
Строительство началось в июне 1992 года с возведения храма в честь Иоанна Крестителя и дома причта.
Первый камень в строительство Спасо-Преображенского собора заложил архиепископ Самарский и Сызранский Сергий 26 мая 1996 г. Этот камень — частица горы Фавор, на которой Иисус Христос явил ученикам свое Преображение. Возведение собора было завершено в 2002 году. Строительство велось Управлением капитального строительства промышленных зданий и сооружений ОАО «АвтоВАЗ» при непосредственном участии настоятеля Спасо-Преображенского собора протоиерея Валерия Марченко.

## Архитектура

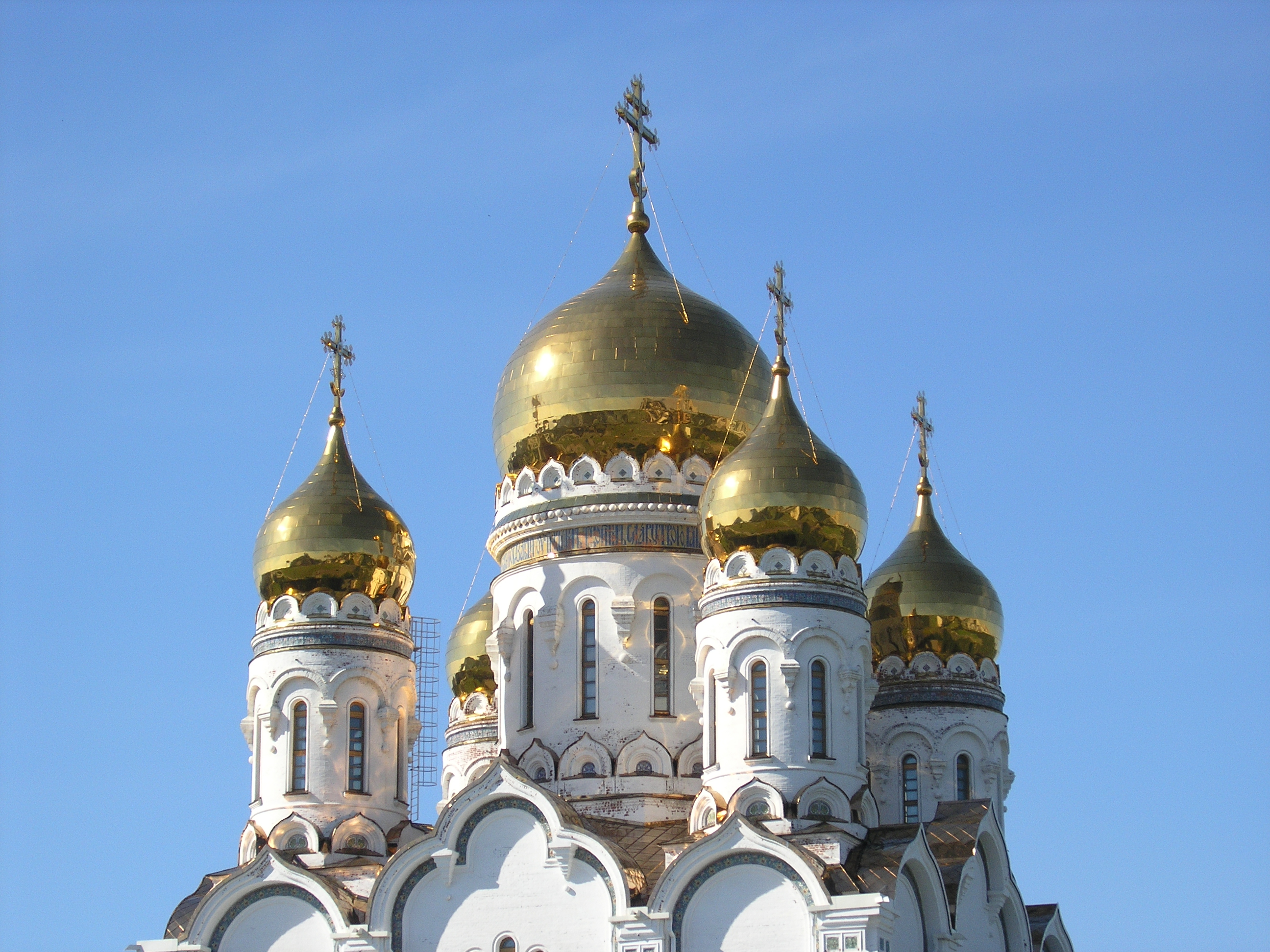
Купола

Автор архитектурно-дизайнерского проекта — московский архитектор Дмитрий Сергеевич Соколов. Рабочие чертежи разрабатывали тольяттинские фирмы — ООО «Инвест-Авто» и АПСО «Гидромонтаж». Генеральным спонсором строительства стал «АвтоВАЗ».
Площадь застройки собора составляет 2800 м². Вместимость — более 3000 человек. Высота по главному кресту — 62 м от уровня земли. Собор включает в себя главный алтарь в честь Преображения Господня, южный и северный алтари, хоры, западный притвор, северное и южное крыльца и подклет. Высота центрального иконостаса у алтарей — 15 м.
Полы выложены мозаикой из двенадцати видов мрамора. К открытию собора тольяттинские ювелиры изготовили 16 икон на эмали в серебряных окладах. Внутренние и наружные двери — из дуба, с резьбой, латунными фурнитурой и решётками.
Купола покрыты нержавеющей сталью «под золото». Из такого же материала изготовлены и кресты. Центральный купол весит 26 тонн, и его установка в сборе с помощью специального подъёмного крана стала уникальной строительной операцией.
Внутри храм освещен тринадцатью паникадилами, самое большое из которых имеет семь ярусов и высоту около 10 м.
Здание весьма современно с инженерной точки зрения: храм оборудован радиотрансляцией, системой вентиляции, пожарной и охранной сигнализациями, прочими коммуникациями, а также устройством наружной подсветки фасада.

## Деятельность

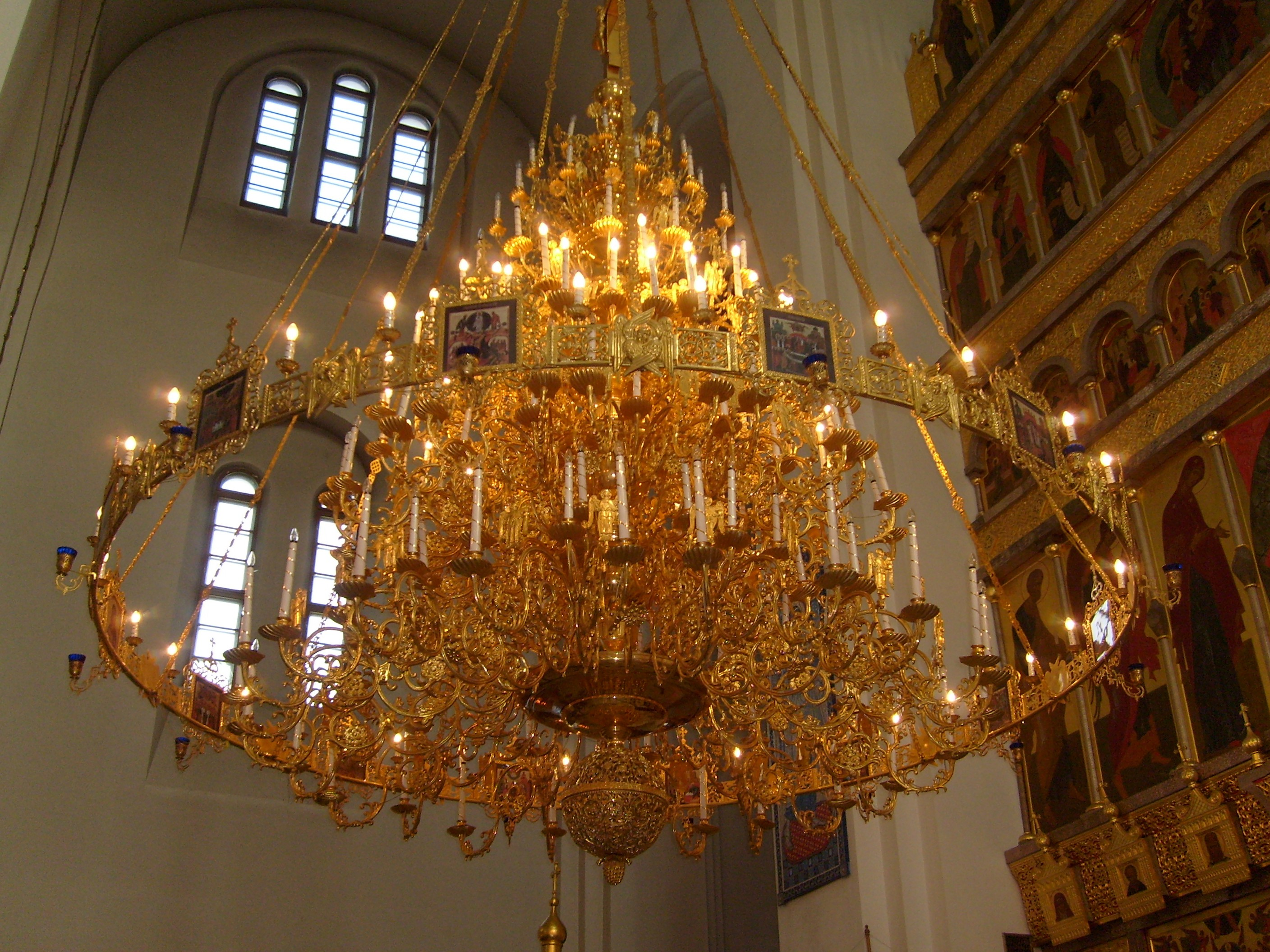
Паникадило храма

19 августа 2002 года архиепископ Самарский и Сызранский Сергий освятил Спасо-Преображенский собор города Тольятти.
В июле 2006 года в собор была доставлена одна из важнейших святынь христианского мира — десница святого Иоанна Крестителя.
Уже несколько лет стоит вопрос о строительстве заключительной части комплекса: колокольни. Согласно первоначальному проекту она должна быть высотой в 76 м, в ней предусмотрены лифт и смотровая площадка.

## Духовенство
- Настоятель — епископ Тольяттинский и Жигулёвский Нестор
- Почётный настоятель, протоиерей Валерий Марченко
- Иеромонах Питирим (Чембулатов)
- Протоиерей Алексей Агафонов
- Иерей Иаков Русанов
- Иерей Виталий Коршунов
- Иерей Николай Марченко
- Иерей Андрей Цыку
- Диакон Артемий Панков
- Диакон Андрей Бочкарев
- Диакон Игорь Тасеев[2]

## Святыни
- Частица мощей великомученика и целителя Пантелеимона
- Икона преподобного Максима Грека
- Икона преподобного Афанасия Афонского
- Икона Божией Матери «Всецарица»[3]